# Фауна Узбекистана

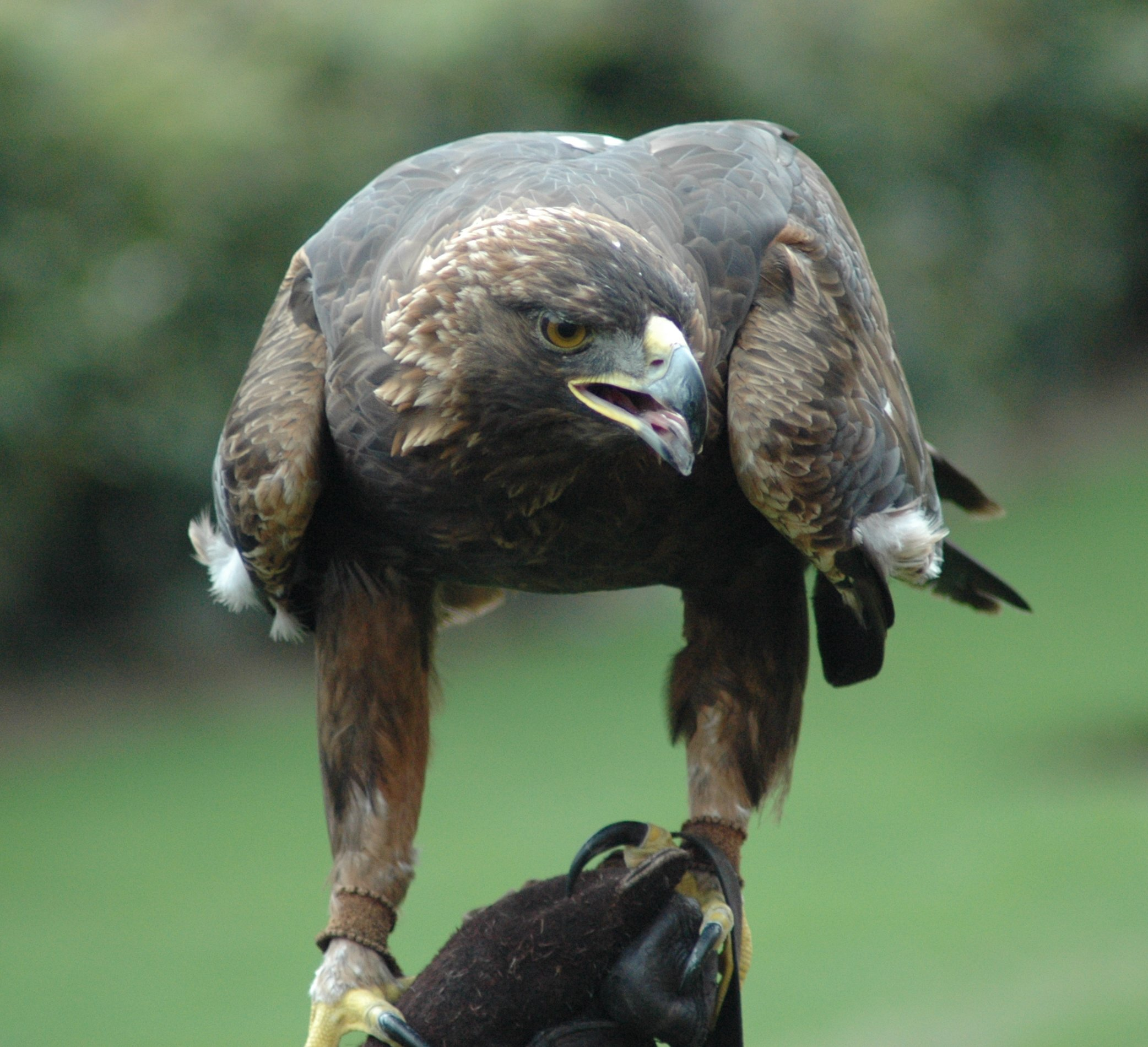
Беркут

Фауна Узбекистана — характеризуется богатством видов. Пустынные виды в большинстве приспособлены к быстрому передвижению. Из позвоночных наиболее характерны азиатский шакал, бухарский олень, кабан, также встречаются редкие или исчезающие виды, внесенные в Красную книгу: медведь, леопард, снежный барс, джейран, винторогий козел и горный баран. Из птиц различные подвиды фазанов, кукушек, сорок и ворон, из хищных беркут, бородач. В водоемах встречаются аральский лосось, амударьинская форель, щука, сазан, сом, судак, окунь, змееголов, обыкновенный толстолобик, белый амур.

## Биоразнообразие

### Позвоночные

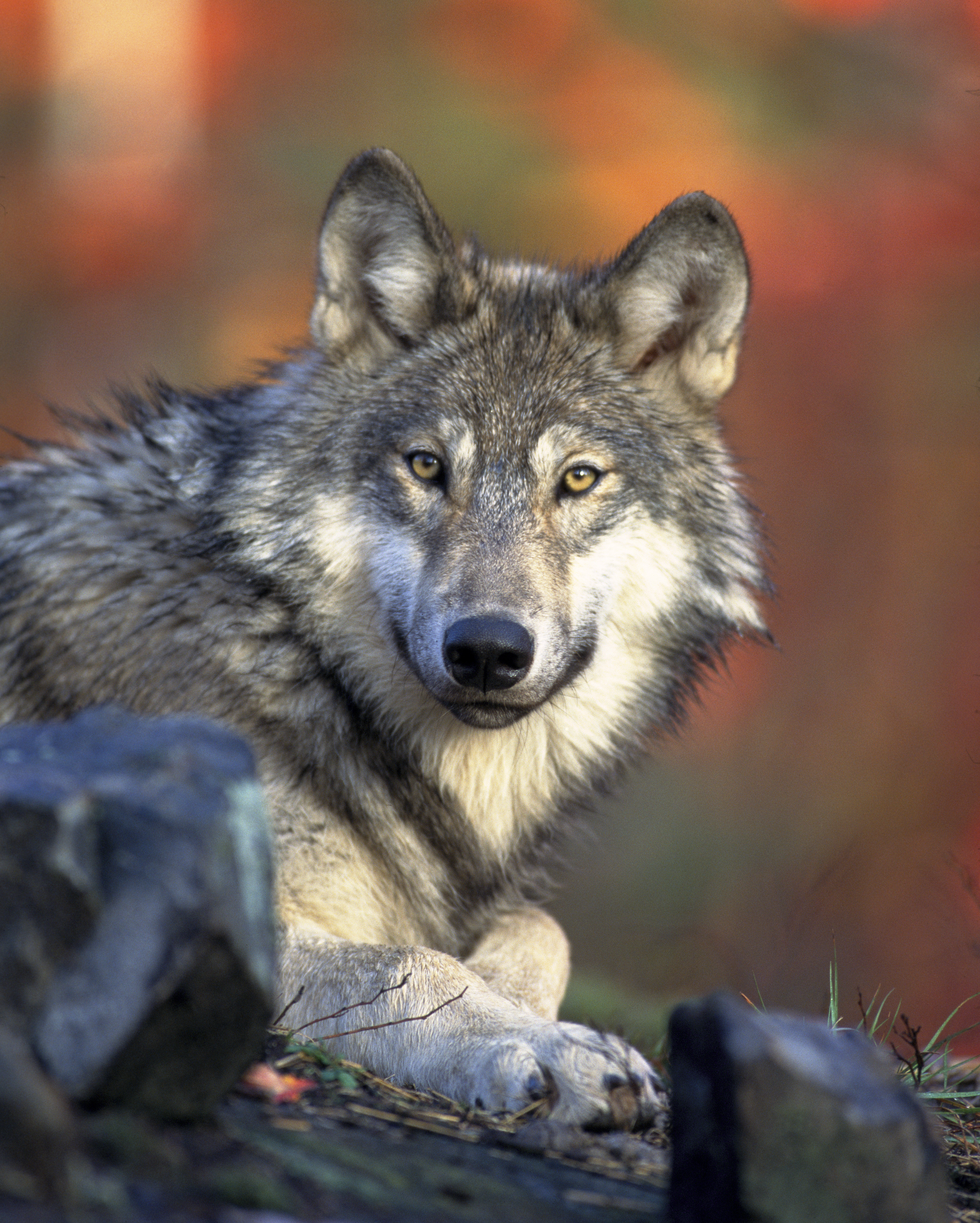
Волк

- Класс Млекопитающие в Узбекистане насчитывает 97 видов.
  - Отряд Насекомоядные — 19 видов
  - Отряд Рукокрылые — 20 видов
  - Отряд Хищные — 24 видов
  - Отряд Зайцеобразные — 12 видов
  - Отряд Грызуны — 37 видов
  - Отряд Копытные — 8 видов из них 3 вида занесены в Красную Книгу
- Класс Птицы представлен 579 видами, из них 184 относятся к отряду воробьиных
- Класс Рептилий в Узбекистане насчитывается 132 видов, из них черепах — 5 вид, ящериц — 89 видов, змей — 38 видов (в том числе 5 ядовитых — среднеазиатская кобра, степная гадюка, гюрза, песчаная эфа, обыкновенный щитомордник).
- Класс Земноводных в Узбекистане насчитывает только 2 вида, зеленая жаба и озерная лягушка.

### Беспозвоночные

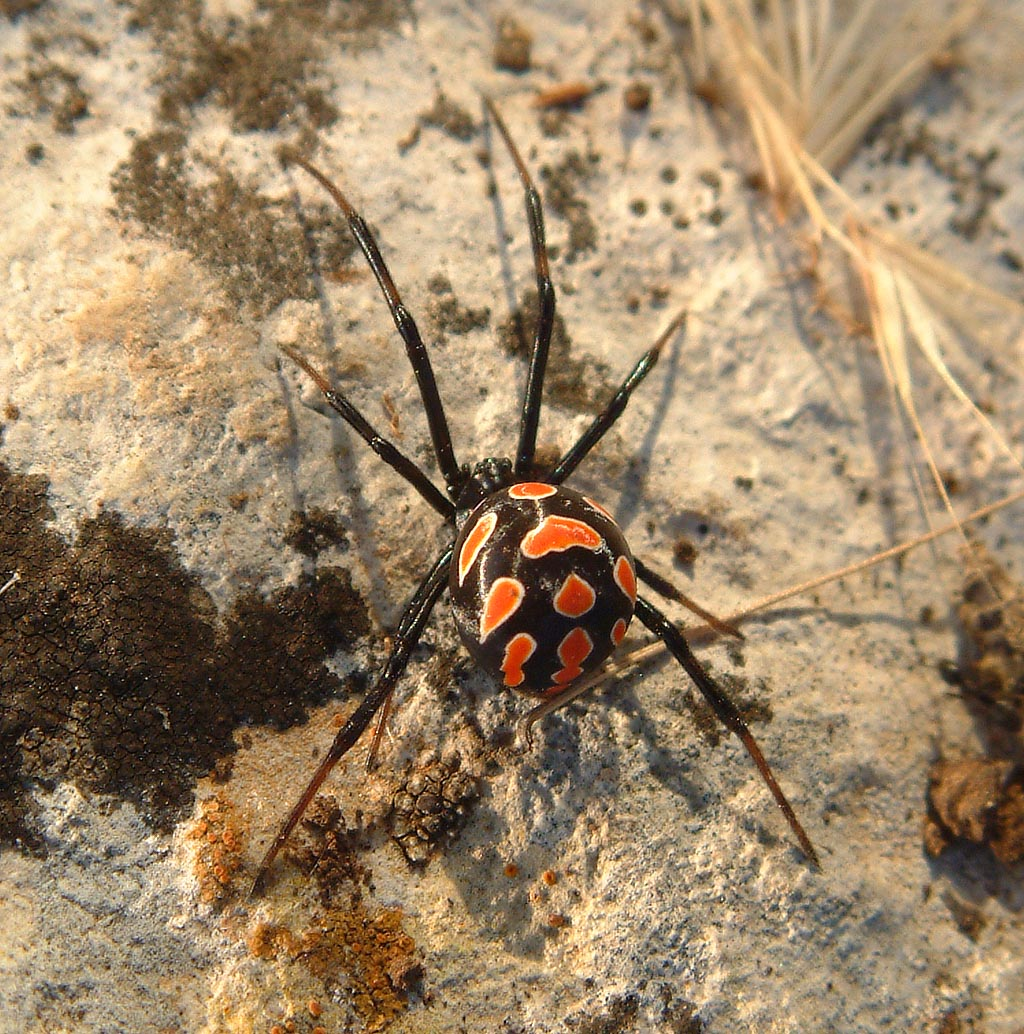
Каракурт

- Класс Насекомых в Узбекистане самый многочисленный по видовому разнообразию.
  - Отряд Саранчовые — более 100 видов
  - Отряд Равнокрылых хоботных — более 1000 видов
  - Отряд Полужесткокрылые — около 700 видов
  - Отряд Жуки — около 2000 видов
  - Отряд Сетчатокрылые — около 30 видов
  - Отряд Чешуекрылые — около 1500 видов
  - Отряд Перепончатокрылые — более 800 видов
  - Отряд Двукрылые — около 4000 видов
- Класс Паукообразных в Узбекистане около 260 видов.
  - Отряд Скорпионы — около 12 видов
  - Отряд Фаланг — около 20 видов
  - Отряд Пауков — более 100 видов
  - Отряд Клещей — более 130 видов